# Нейне
Нейне (перс. نينه) — село в Ірані, у дегестані Хурге, у Центральному бахші, шахрестані Магаллат остану Марказі. За даними перепису 2006 року, його населення становило 156 осіб, що проживали у складі 65 сімей.

## Клімат
Середня річна температура становить 13,57 °C, середня максимальна – 30,97 °C, а середня мінімальна – -7,62 °C. Середня річна кількість опадів – 190 мм.
| Клімат поселення                              | Клімат поселення | Клімат поселення | Клімат поселення | Клімат поселення | Клімат поселення | Клімат поселення | Клімат поселення | Клімат поселення | Клімат поселення | Клімат поселення | Клімат поселення | Клімат поселення | Клімат поселення |
| Показник                                      | Січ.             | Лют.             | Бер.             | Квіт.            | Трав.            | Черв.            | Лип.             | Серп.            | Вер.             | Жовт.            | Лист.            | Груд.            |                  |
| Середній максимум, °C                         | 9,08             | 10,94            | 15,91            | 21,64            | 26,21            | 29,69            | 30,97            | 30,22            | 26,74            | 20,93            | 14,82            | 8,88             |                  |
| Середня температура, °C                       | 0,73             | 2,62             | 7,56             | 13,28            | 17,85            | 21,34            | 25,44            | 24,69            | 21,21            | 15,40            | 9,30             | 3,34             |                  |
| Середній мінімум, °C                          | −7,62            | −5,74            | −0,78            | 4,94             | 9,53             | 13,01            | 19,91            | 19,15            | 15,69            | 9,86             | 3,78             | −2,19            |                  |
| Норма опадів, мм                              | 31               | 30               | 36               | 24               | 16               | 2                | 1                | 1                | 0                | 8                | 17               | 24               |                  |
| Середньомісячна швидкість вітру, м/с          | 1.38             | 1.96             | 2.68             | 2.83             | 2.64             | 2.45             | 2.52             | 2.27             | 2.11             | 2.19             | 1.57             | 1.22             |                  |
| Середньомісячна сонячна радіація, кДж/м²·день | 9736             | 13024            | 15491            | 18859            | 22657            | 26706            | 25970            | 24378            | 21330            | 15939            | 11530            | 9419             |                  |
| --------------------------------------------- | ---------------- | ---------------- | ---------------- | ---------------- | ---------------- | ---------------- | ---------------- | ---------------- | ---------------- | ---------------- | ---------------- | ---------------- | ---------------- |
| Джерело:                                      |                  |                  |                  |                  |                  |                  |                  |                  |                  |                  |                  |                  |                  |